# 2,2,4,4-tetramethyl-1,3-cyclobutaandiol
2,2,4,4-Tetramethyl-1,3-cyclobutaandiol (CBDO) is een alicyclisch diol. Er bestaat een trans- en een cis-stereo-isomeer van, met een verschillende ruimtelijke oriëntatie van de twee hydroxylgroepen. Het technisch product is een mengsel van de twee stereo-isomeren.

## Synthese
Een vereenvoudigd schema voor de productie van CBDO is het volgende:
Isoboterzuur of het anhydride ervan wordt door verwarming omgezet in een keteen, dat dimeriseert en een vierledige ring vormt met twee ketongroepen: 2,2,4,4-tetramethyl-1,3-dion. Door katalytische hydrogenering met bijvoorbeeld raneynikkel of ruthenium als katalysator verkrijgt men dan het diol, zowel in trans- als in cis-configuratie.

## Toepassing
CBDO is een diol en is bijgevolg bruikbaar in de synthese van polyesters en polycarbonaten. CBDO is daarin een mogelijk alternatief voor het omstreden bisfenol A, dat een endocriene disruptor is. Van CBDO zijn tot nog toe geen toxische of carcinogene effecten bekend.
Polyesters, bekomen door polycondensatie van CBDO met een dicarbonzuur zoals tereftaalzuur, zijn stijf en hebben een hoge glastemperatuur waardoor ze moeilijk te verwerken zijn met conventionele technieken als extrusie of spuitgieten. Het is daarom gebruikelijk om CBDO te combineren met een tweede, flexibel diol zoals 1,3-propaandiol, 1,4-butaandiol of cyclohexaandimethanol dat de polymeerketens minder star maakt. Hoe meer er van dit flexibel diol gebruikt wordt ten opzichte van CBDO, hoe lager de glastemperatuur wordt. Dergelijke polyesters hebben goede mechanische sterkte, zijn thermisch stabiel en optisch transparant. Men kan er bijvoorbeeld met blaasvormen babyflessen van maken.